# Адермах Петро Михайлович
Петро Михайлович Адермах (18 листопада 1932 — 25 жовтня 2002) — український лікар-отоларинголог і громадський діяч. Був депутатом Пустомитівської районної ради. На його честь названа вулиця в селищі Щирець.

## Життєпис
Народився в селі Підсадки біля Поршни (Пустомитівський район). У семирічному віці захворів на остеомієліт, у хлопця почала псуватися кістка. Багато часу вимушений був перебувати у лікарні, де потоваришував із медиками й зацікавився лікарською справою. 1955 року закінчив Львівську школу № 34, вступив у Львівський медичний інститут. 1961 року став лікарем-педіатром, а через десять років перекваліфікувався за потребою часу на лікаря-отоларинголога. Працював спочатку у Турці, Дашаві, Стрию, Самборі, Пустомитах, а згодом у Щирці. У Щирці, жив і працював до останнього свого дня, а поховати заповів себе біля батьків. У селищі живе сім'я сина, у Наварії — дружина Богдана зі сім'єю дочки.
Був депутатом районної і селищної рад, організатором і учасником Товариства української мови ім. Т.Шевченка в Пустомитівському районі і в Щирці, а з 1996 року — незмінний голова осередку «Просвіта» ім. Т.Шевченка у Щирці. Любив співати, був старостою Народного хору «Черемшина».